# Кофман (округ, Техас)
Шаблон:StateAbbr_ 32°36′ пн. ш. 96°17′ зх. д. / 32.6° пн. ш. 96.28° зх. д.
Округ Кофман (англ. Kaufman County) — округ (графство) у штаті Техас, США. Ідентифікатор округу 48257.

## Історія
Округ утворений 1848 року.

## Демографія
За даними перепису 2000 року загальне населення округу становило 71313 осіб, зокрема міського населення було 24028, а сільського — 47285. Серед мешканців округу чоловіків було 35184, а жінок — 36129. В окрузі було 24367 домогосподарств, 19228 родин, які мешкали в 26133 будинках. Середній розмір родини становив 3,24.
Віковий розподіл населення поданий у таблиці:
| Стать    | До 15 років | 15-21 | 22-29 | 30-39 | 40-49 | 50-65 | 65-85 | Понад 85 |
| -------- | ----------- | ----- | ----- | ----- | ----- | ----- | ----- | -------- |
| Чоловіки | 8745        | 3902  | 3126  | 5378  | 5517  | 5409  | 2873  | 234      |
| Жінки    | 8305        | 3488  | 3309  | 5489  | 5643  | 5416  | 3741  | 738      |

## Суміжні округи
- Гант — північ
- Ван-Зандт — схід
- Гендерсон — південь
- Елліс — південний захід
- Даллас — захід
- Рокволл — північний захід

## Виноски
1. ↑  U.S. Decennial Census. United States Census Bureau. Архів оригіналу за 26 квітня 2015. Процитовано 2 травня 2015.
2. ↑  Texas Almanac: Population History of Counties from 1850–2010 (PDF). Texas Almanac. Архів оригіналу (PDF) за 26 лютого 2015. Процитовано 2 травня 2015.
3. ↑  State & County QuickFacts. United States Census Bureau. Архів оригіналу за 30 червня 2011. Процитовано 18 грудня 2013.(англ.) Наведено за англійською вікіпедією.
4. ↑  American FactFinder. Бюро перепису населення США. Архів оригіналу за 29 липня 2011. Процитовано 31 січня 2008.

| США | Це незавершена стаття з географії США. Ви можете допомогти проєкту, виправивши або дописавши її. |